# 河壇

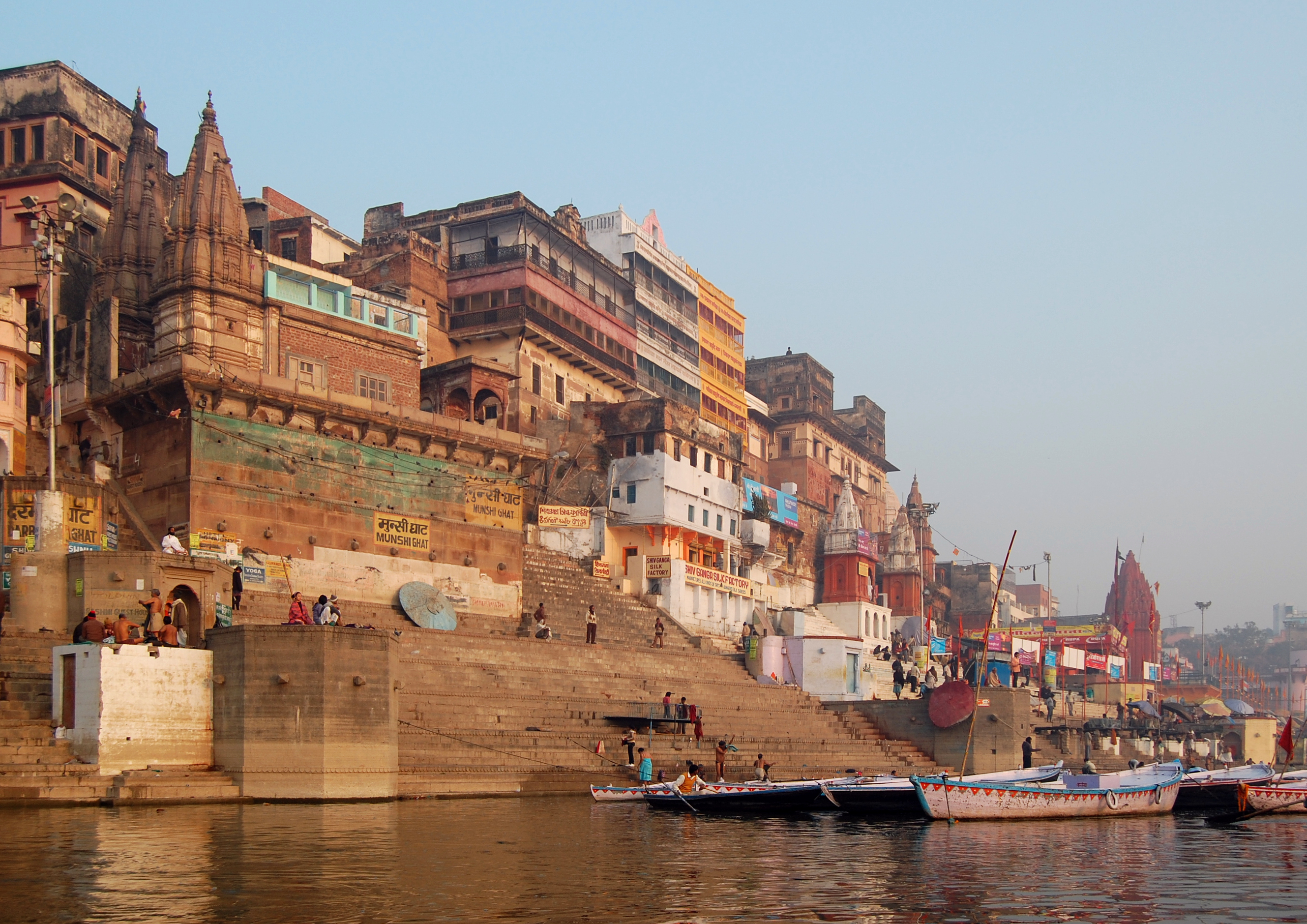
瓦拉納西的孟什河坛

河壇是一種印度建築，指的是通往水体或码头的一系列台阶。通常用於清潔身體或者浣洗衣物，在印度教中也有著洗净靈魂的神聖意味，可以用於特定的宗教儀式比如火葬。

## 名稱
英语“ghat”的起源是梵文：घट्ट，ghaṭṭa，通常被翻译为ghaṭ，码头，登陆或沐浴的地方，以及河边的台阶。“ghat”一词也源自德拉威语词源，例如泰米尔语和卡纳达语单词kaadu（காடு/ಕಾಡು；森林、山边、山脊）或泰卢固语 katta和gattu（水坝和堤坝）。